# Función zeta

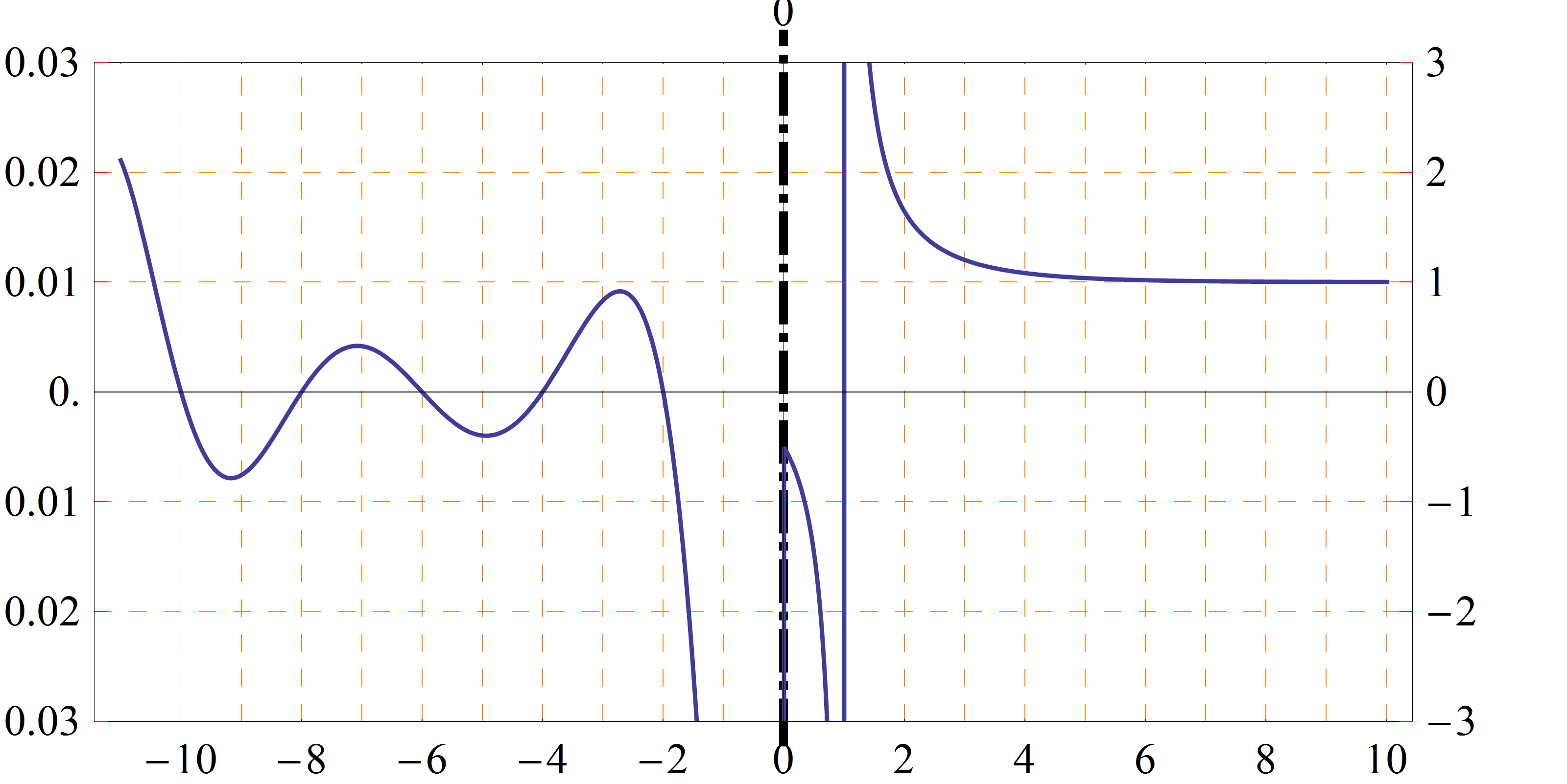
Representación gráfica de la función Zeta de Riemann.

Una función zeta es una función formada por una suma de infinitas funciones elevadas a potencias y "necesariamente" convergentes , o sea que se puede expresar mediante una Serie de Dirichlet:
Una de sus utilizaciones más populares es en el campo de las matemáticas discretas, tendiendo a matemáticas abstractas, por medio del análisis geométrico de cuerpos oscilantes.
{\displaystyle \zeta (s)=\sum _{k=1}^{\infty }f(k)^{s}}

## Ejemplos
Existen varias funciones matemáticas que reciben el nombre de función zeta, llamadas así por la letra griega ζ. 
la más famosa es:
- Función zeta de Riemann.

Otras funciones zeta son:
- Función zeta de Artin-Mazur
- Función zeta de Dedekind
- Función zeta de Epstein
- Función zeta de Hasse-Weil
- Función zeta de Hurwitz
- Función zeta de Ihara
- Función zeta de Igusa
- Función zeta de Lefschetz
- Función zeta de Lerch
- Función zeta local
- Función zeta de Minakshisundaram-Pleijel
- Función zeta prima
- Función zeta de Selberg
- Función zeta de Weierstrass
- Función zeta de un álgebra de división

Muchas de estas funciones zeta están íntimamente relacionadas e involucran una serie de importantes relaciones entre sí. Existe consenso entre los matemáticos que seguramente existe una teoría general que permitiría unificar la mayoría de la teoría de funciones zeta y series de Dirichlet; pero al día de hoy no se ha descubierto aún la naturaleza de esa teoría general. 
El teorema de Taniyama-Shimura es uno de los avances más recientes en la dirección de una comprensión generalizada. Conjeturas famosas relacionadas incluyen la conjetura de Artin, la conjetura de Birch y Swinnerton-Dyer y la hipótesis generalizada de Riemann. La teoría de las funciones L debería contener la teoría de las funciones zeta; una función L es potencialmente un tipo 'extraño o retorcido' de función zeta. La clase S de Selberg es un intento de definir las funciones zeta axiomáticamente, de forma tal que sea posible estudiar las propiedades de la clase, y así poder clasificar a los elementos de la clase.
A pesar de que suena parecido, no se deben confundir las funciones zeta con la función eta.